# Polare Lipide
Der Begriff polare Lipide bezeichnet in der Biochemie Lipide, die eine größere Polarität als Neutrallipide aufweisen und sich daher gut in polaren organischen Lösungsmitteln lösen.

## Eigenschaften
Zu den polaren Lipiden gehören die meisten Membranlipide der Zellmembran und anderer Biomembranen. Die im Vergleich zu Neutrallipiden höhere Polarität und die daraus folgende geringere Lipophilie entsteht durch angehängte wasserlösliche Gruppen wie Glykosylgruppen (Glycolipide) und Phosphatgruppen (Phospholipide) oder Sulfatgruppen (Cholesterolsulfat und Sulfatide). Manche polare Lipide sind aus Cholesterol oder Sphingosin (Sphingolipide) aufgebaut. Da die polaren Gruppen meistens endständig sind, neigen sie aufgrund des hydrophoben Effekts in wässrigen Lösungen zur Ausbildung einer Lipiddoppelschicht und eignen sich daher für den Aufbau von Biomembranen.